# سیامکو
شرکت خودروسازی ایرانی–سوری، سیامکو (به انگلیسی: SIAMCO) یک شرکت خودروسازی در سوریه است که ۴۰٪ سهام آن به ایران خودرو، ۳۵٪ به وزارت صنایع سوریه و ۲۵٪ به شرکت بازرگانی سلطان تعلق دارد. سیامکو در سال ۱۳۸۵ با سرمایه اولیه ۶۰ میلیون دلار و ظرفیت تولید سالانه ۱۰٬۰۰۰ دستگاه افتتاح شد. سیامکو سمند را با نام سمند شام تولید می‌کند. 
سیامکو بزرگ‌ترین سایت تولیدی ایران‌خودرو در خارج از ایران است. این کارخانه در چند سال اخیر غیرفعال بوده است.